# Cuamba (distrito)

localização do distrito de Cuamba em Moçambique

Cuamba é um distrito da província de Niassa, em Moçambique, com sede na cidade de Cuamba. Tem limite, a Norte com o distrito de Metarica, a Oeste com os distritos de Mandimba e Mecanhelas, a Sul com os distritos de Gurué e Milange da província da Zambézia e a Este com o distrito de Malema da província de Nampula.

## Demografia
Em 2007, o Censo indicou uma população de 184 773 residentes. Com uma área de 5121  km², a densidade populacional chegava aos 36,08 habitantes por km². Esta população representa um aumento de 46,2% em relação aos 126 380 habitantes registados no Censo de 1997.

## História
O distrito adquiriu a sua denominação presente em 1986, quando o seu nome foi alterado de Amaramba para Cuamba.
O Concelho de Amaramba foi criado em 1901 pela Companhia do Niassa, que então administrava o território. Mandimba foi a sede original do concelho, tendo sido transferida para Cuamba em 1906. Com a reforma administrativa de 1986, o posto administrativo de Metarica separa-se do distrito para dar origem ao distrito de Metarica.

## Divisão administrativa
O distrito está dividido em dois postos administrativos (Etatara e
Lúrio), compostos pelas seguintes localidades:
- Posto Administrativo de Etarara:
  - Etarara, e
  - Malapa
- Posto Administrativo de Lúrio:
  - Lúrio,
  - Mitucue, e
  - Muitetere

De notar que em 1998 a cidade de Cuamba, até então uma divisão administrativa a nível de posto administrativo, foi elevada à categoria de município.

## Educação e Saúde
Quanto a infraestruturas sociais, no sector da educação o distrito possui 5 escolas secundárias (sendo 2 ESG II - 11º e 12º anos e 3 ESG I - 8º a 10º anos) e 138 escolas primárias (sendo 8 EP2 - 6º e 7º anos e 130 EP1 - 1º a 5º anos); e no sector da saúde o distrito dispõe de 1 hospital rural, 17 centros de saúde e 3 postos de socorro.